# Ільницький Ростислав Васильович
Ільницький Ростислав Васильович  (нар. 16 липня 1992) — скандальний львівський прокурор.

## Життєпис
2018 року працював в органах прокуратури у Львові, 2019 року був заступником прокурора у Радехові Львівської області.
Працював прокурором у прокуратурі Печерського району Києва. 2023 року звільнився з посади.
У жовтні 2023 року Ільницький та експрацівниця відділу кадрів ДБР Роксолана Москва влаштували весілля у п'ятизірковому комплексі Emily Resort поблизу Львова. Це коштувало кілька мільйонів гривень, на весілля зібралося понад 1000 гостей. Гостей розважали Олександр Пономарьов, Ольга Полякова, гурт «Дзвони сонця» та Дзідзьо.

## Розслідування
З 1 грудня 2023 року перебував у розшуку, переховувався від досудового розслідування на горищі своєї тещі Богдани Москви у Львові. Ільницького підозрювали у підробці документів. За даними розслідування дружина Ільницького, адвокатка Москва, діяла у складі групи, до якої залучила посадовців медичних закладів та МСЕК регіону, а також службовців ТЦК та СП Львівщини. Підозрювані разом зі спільниками сприяли військовозобов'язаним в оновленні облікових даних в реєстрах та оформлювали фіктивну групу інвалідності, тому вони могли виїхати за кордон. Вартість послуг становила до $12 тис., загалом вони отримали майже $500 тис..
6 липня 2024 року під час обшуку в житлі тещі Ільницького Богдани Москви було виявленого і самого Ростислава, який переховувався на горищі будинку. Його разом із тещею було зааршетовано. 9 липня Ільницького мобілізували до лав ЗСУ.

## Статки
2019 року намагався стати прокурором Херсонської області, це йому не вдалося. Під час обговорення його кандидатури, журналісти виявили, що при офіційних доходах 265 тис. грн за 2018 рік у Ільницького в декларації значилося $83 тис. заощаджень готівкою, хоча після університету він працював лише в прокуратурі й офіційно не мав подібних прибутків.

## Родина
- Роксолана Москва (н. 1997 або 1998) — до березня 2022 року працювала у відділі кадрів територіального управління ДБР у Львові. Після звільнення, Роксолана намагалася поновитися на посаді через суд, і виграла його, але ДБР оскаржила це рішення у Верховному суді[5]
- Теща — відома у Львові адвокатки та бізнесменка Богдана Москва, родичка колишньої дружини екскерівника ДБР Романа Труби (очолював ДБР у 2017—2019)[16][1].
- Брат Тарас Ільницький (нар. 1990 або 1991) — підприємець. 16 травня 2024 року його затримали на пункті пропуску Шегині при спробі перетнути кордон[17]. У квітні-листопаді 2023 року Тарас був директором ТОВ «МКС Бетон» та перешкоджав роботі Сихівського ТЦК.